# Chaminé de Trbovlje
A Chaminé de Trbovlje (em esloveno:  Trboveljski dimnik) é uma alta chaminé no município esloveno de Trbovlje.
Construída em 1976, tem 360 metros de altura e é atualmente a décima-oitava torre mais alta do mundo.